# 1re étape du Tour d'Espagne 2023
Pour un article plus général, voir Tour d'Espagne 2023.
La 1re étape du Tour d'Espagne 2023 se déroule le samedi 26 août 2023, sous la forme d'un contre-la-montre par équipes dans la ville de Barcelone en Catalogne, sur une distance de 14,6 km.

## Parcours
La 78e édition de la Vuelta débute par un contre-la-montre par équipes à Barcelone sur un parcours plat ponctué de multiples virages à angle droit. Le départ a lieu au bord de la Mer Méditerranée, près du port olympique et du casino de Barcelone. Le tracé passe par plusieurs lieux emblématiques de la capitale catalane comme la Sagrada Familia, le Passeig de Gràcia et la place d'Espagne pour se terminer sur l'Avenida de la Reina Maria Cristina à proximité de la fontaine magique de Montjuïc.

## Déroulement de la course
La pluie s'intensifie au cours de ce contre-la-montre provoquant une obscurité progressive dans une course se terminant après 20 h 30 pour la dernière équipe en lice (Soudal Quick-Step) alors que le coucher de soleil le 26 août a lieu à 20 h 35 dans la capitale catalane,. Les équipes s'élançant les premières bénéficient d'un sol plus sec et de meilleures conditions de visibilité.
L'équipe DSM-Firmenich, partie en deuxième position, réalise le meilleur temps précédant l'équipe Movistar de 55 centièmes de secondes et trois équipes de six secondes. Plusieurs chutes (abandon de Laurens De Plus) ainsi qu'une crevaison de Jonas Vingegaard, retardant l'équipe Jumbo Visma, ont marqué cette étape parcourue dans les rues de plus en plus détrempées de Barcelone.

## Résultats

### Classement de l'étape
| \| Classement de l'étape \| Classement de l'étape \| Classement de l'étape \| Classement de l'étape \| Classement de l'étape \| Classement de l'étape \| \| Équipe \| Équipe \| Pays \| Temps \| Écart de temps \| Vitesse moy. \| \| --------------------- \| --------------------- \| --------------------- \| --------------------- \| --------------------- \| --------------------- \| \| 1re \| Team DSM-Firmenich \| Pays-Bas \| 17 min 30 s \| \| 50.743 km/h \| \| 2e \| Movistar Team \| Espagne \| 17 min 30 s \| + 0 s \| 50.743 km/h \| \| 3e \| EF Education-EasyPost \| États-Unis \| 17 min 36 s \| + 6 s \| 50.455 km/h \| \| 4e \| Soudal Quick-Step \| Belgique \| 17 min 36 s \| + 6 s \| 50.455 km/h \| \| 5e \| Groupama-FDJ \| France \| 17 min 36 s \| + 6 s \| 50.455 km/h \| \| 6e \| Bahrain Victorious \| Bahreïn \| 17 min 40 s \| + 10 s \| 50.264 km/h \| \| 7e \| Astana Qazaqstan Team \| Kazakhstan \| 17 min 47 s \| + 17 s \| 49.934 km/h \| \| 8e \| Ineos Grenadiers \| Royaume-Uni \| 17 min 50 s \| + 20 s \| 49.794 km/h \| \| 9e \| Cofidis \| France \| 17 min 52 s \| + 22 s \| 49.701 km/h \| \| 10e \| Bora-Hansgrohe \| Allemagne \| 17 min 58 s \| + 28 s \| 49.425 km/h \| |                       |             |             |                |              |
| |                       |             |             |                |              |
| Source : ProCyclingStats |                       |             |             |                |              |
| Classement de l'étape |                       |             |             |                |              |
| Équipe | Équipe                | Pays        | Temps       | Écart de temps | Vitesse moy. |
| 1re | Team DSM-Firmenich    | Pays-Bas    | 17 min 30 s |                | 50.743 km/h  |
| 2e | Movistar Team         | Espagne     | 17 min 30 s | + 0 s          | 50.743 km/h  |
| 3e | EF Education-EasyPost | États-Unis  | 17 min 36 s | + 6 s          | 50.455 km/h  |
| 4e | Soudal Quick-Step     | Belgique    | 17 min 36 s | + 6 s          | 50.455 km/h  |
| 5e | Groupama-FDJ          | France      | 17 min 36 s | + 6 s          | 50.455 km/h  |
| 6e | Bahrain Victorious    | Bahreïn     | 17 min 40 s | + 10 s         | 50.264 km/h  |
| 7e | Astana Qazaqstan Team | Kazakhstan  | 17 min 47 s | + 17 s         | 49.934 km/h  |
| 8e | Ineos Grenadiers      | Royaume-Uni | 17 min 50 s | + 20 s         | 49.794 km/h  |
| 9e | Cofidis               | France      | 17 min 52 s | + 22 s         | 49.701 km/h  |
| 10e | Bora-Hansgrohe        | Allemagne   | 17 min 58 s | + 28 s         | 49.425 km/h  |

## Classements à l'issue de l'étape

### Classement général
| \| Classement général \| Classement général \| Classement général \| Classement général \| Classement général \| \| Coureur \| Coureur \| Pays \| Équipe \| Temps \| \| ------------------ \| ------------------- \| ------------------ \| ------------------ \| ------------------ \| \| 1er \| Lorenzo Milesi \| Italie \| Team DSM-Firmenich \| 17 min 30 s \| \| 2e \| Max Poole \| Royaume-Uni \| Team DSM-Firmenich \| + 0 s \| \| 3e \| Romain Bardet \| France \| Team DSM-Firmenich \| + 0 s \| \| 4e \| Sean Flynn \| Royaume-Uni \| Team DSM-Firmenich \| + 0 s \| \| 5e \| Oscar Onley \| Royaume-Uni \| Team DSM-Firmenich \| + 0 s \| \| 6e \| Chris Hamilton \| Australie \| Team DSM-Firmenich \| + 0 s \| \| 7e \| Enric Mas \| Espagne \| Movistar Team \| + 0 s \| \| 8e \| Einer Rubio \| Colombie \| Movistar Team \| + 0 s \| \| 9e \| Nélson Oliveira \| Portugal \| Movistar Team \| + 0 s \| \| 10e \| Iván García Cortina \| Espagne \| Movistar Team \| + 0 s \| |                     |             |                    |             |
| |                     |             |                    |             |
| Source : ProCyclingStats |                     |             |                    |             |
| Classement général |                     |             |                    |             |
| Coureur | Coureur             | Pays        | Équipe             | Temps       |
| 1er | Lorenzo Milesi      | Italie      | Team DSM-Firmenich | 17 min 30 s |
| 2e | Max Poole           | Royaume-Uni | Team DSM-Firmenich | + 0 s       |
| 3e | Romain Bardet       | France      | Team DSM-Firmenich | + 0 s       |
| 4e | Sean Flynn          | Royaume-Uni | Team DSM-Firmenich | + 0 s       |
| 5e | Oscar Onley         | Royaume-Uni | Team DSM-Firmenich | + 0 s       |
| 6e | Chris Hamilton      | Australie   | Team DSM-Firmenich | + 0 s       |
| 7e | Enric Mas           | Espagne     | Movistar Team      | + 0 s       |
| 8e | Einer Rubio         | Colombie    | Movistar Team      | + 0 s       |
| 9e | Nélson Oliveira     | Portugal    | Movistar Team      | + 0 s       |
| 10e | Iván García Cortina | Espagne     | Movistar Team      | + 0 s       |

| Classement du meilleur jeune | Classement du meilleur jeune | Classement du meilleur jeune | Classement du meilleur jeune | Classement du meilleur jeune |
| Coureur                      | Coureur                      | Pays                         | Équipe                       | Temps                        |
| ---------------------------- | ---------------------------- | ---------------------------- | ---------------------------- | ---------------------------- |
| 1er                          | Lorenzo Milesi               | Italie                       | Team DSM-Firmenich           | 17 min 30 s                  |
| 2e                           | Max Poole                    | Royaume-Uni                  | Team DSM-Firmenich           | + 0 s                        |
| 3e                           | Sean Flynn                   | Royaume-Uni                  | Team DSM-Firmenich           | + 0 s                        |
| 4e                           | Oscar Onley                  | Royaume-Uni                  | Team DSM-Firmenich           | + 0 s                        |
| 5e                           | Einer Rubio                  | Colombie                     | Movistar Team                | + 0 s                        |
| 6e                           | Stefan Bissegger             | Suisse                       | EF Education-EasyPost        | + 6 s                        |
| 7e                           | Marijn van den Berg          | Pays-Bas                     | EF Education-EasyPost        | + 6 s                        |
| 8e                           | Andrea Piccolo               | Italie                       | EF Education-EasyPost        | + 6 s                        |
| 9e                           | Diego Camargo                | Colombie                     | EF Education-EasyPost        | + 6 s                        |
| 10e                          | Remco Evenepoel              | Belgique                     | Soudal Quick-Step            | + 6 s                        |

| Classement du meilleur jeune | Classement du meilleur jeune | Classement du meilleur jeune | Classement du meilleur jeune | Classement du meilleur jeune |
| Coureur                      | Coureur                      | Pays                         | Équipe                       | Temps                        |
| ---------------------------- | ---------------------------- | ---------------------------- | ---------------------------- | ---------------------------- |
| 1er                          | Lorenzo Milesi               | Italie                       | Team DSM-Firmenich           | 17 min 30 s                  |
| 2e                           | Max Poole                    | Royaume-Uni                  | Team DSM-Firmenich           | + 0 s                        |
| 3e                           | Sean Flynn                   | Royaume-Uni                  | Team DSM-Firmenich           | + 0 s                        |
| 4e                           | Oscar Onley                  | Royaume-Uni                  | Team DSM-Firmenich           | + 0 s                        |
| 5e                           | Einer Rubio                  | Colombie                     | Movistar Team                | + 0 s                        |
| 6e                           | Stefan Bissegger             | Suisse                       | EF Education-EasyPost        | + 6 s                        |
| 7e                           | Marijn van den Berg          | Pays-Bas                     | EF Education-EasyPost        | + 6 s                        |
| 8e                           | Andrea Piccolo               | Italie                       | EF Education-EasyPost        | + 6 s                        |
| 9e                           | Diego Camargo                | Colombie                     | EF Education-EasyPost        | + 6 s                        |
| 10e                          | Remco Evenepoel              | Belgique                     | Soudal Quick-Step            | + 6 s                        |

| Classement par équipes | Classement par équipes | Classement par équipes | Classement par équipes |
| Équipe                 | Équipe                 | Pays                   | Temps                  |
| ---------------------- | ---------------------- | ---------------------- | ---------------------- |
| 1re                    | Team DSM-Firmenich     | Pays-Bas               | 17 min 30 s            |
| 2e                     | Movistar Team          | Espagne                | + 0 s                  |
| 3e                     | EF Education-EasyPost  | États-Unis             | + 6 s                  |
| 4e                     | Soudal Quick-Step      | Belgique               | + 6 s                  |
| 5e                     | Groupama-FDJ           | France                 | + 6 s                  |
| 6e                     | Bahrain Victorious     | Bahreïn                | + 10 s                 |
| 7e                     | Astana Qazaqstan Team  | Kazakhstan             | + 17 s                 |
| 8e                     | Ineos Grenadiers       | Royaume-Uni            | + 20 s                 |
| 9e                     | Cofidis                | France                 | + 22 s                 |
| 10e                    | Bora-Hansgrohe         | Allemagne              | + 28 s                 |

| Classement par équipes | Classement par équipes | Classement par équipes | Classement par équipes |
| Équipe                 | Équipe                 | Pays                   | Temps                  |
| ---------------------- | ---------------------- | ---------------------- | ---------------------- |
| 1re                    | Team DSM-Firmenich     | Pays-Bas               | 17 min 30 s            |
| 2e                     | Movistar Team          | Espagne                | + 0 s                  |
| 3e                     | EF Education-EasyPost  | États-Unis             | + 6 s                  |
| 4e                     | Soudal Quick-Step      | Belgique               | + 6 s                  |
| 5e                     | Groupama-FDJ           | France                 | + 6 s                  |
| 6e                     | Bahrain Victorious     | Bahreïn                | + 10 s                 |
| 7e                     | Astana Qazaqstan Team  | Kazakhstan             | + 17 s                 |
| 8e                     | Ineos Grenadiers       | Royaume-Uni            | + 20 s                 |
| 9e                     | Cofidis                | France                 | + 22 s                 |
| 10e                    | Bora-Hansgrohe         | Allemagne              | + 28 s                 |

## Abandons
- Laurens De Plus (Ineos Grenadiers) : abandon